# Velvia

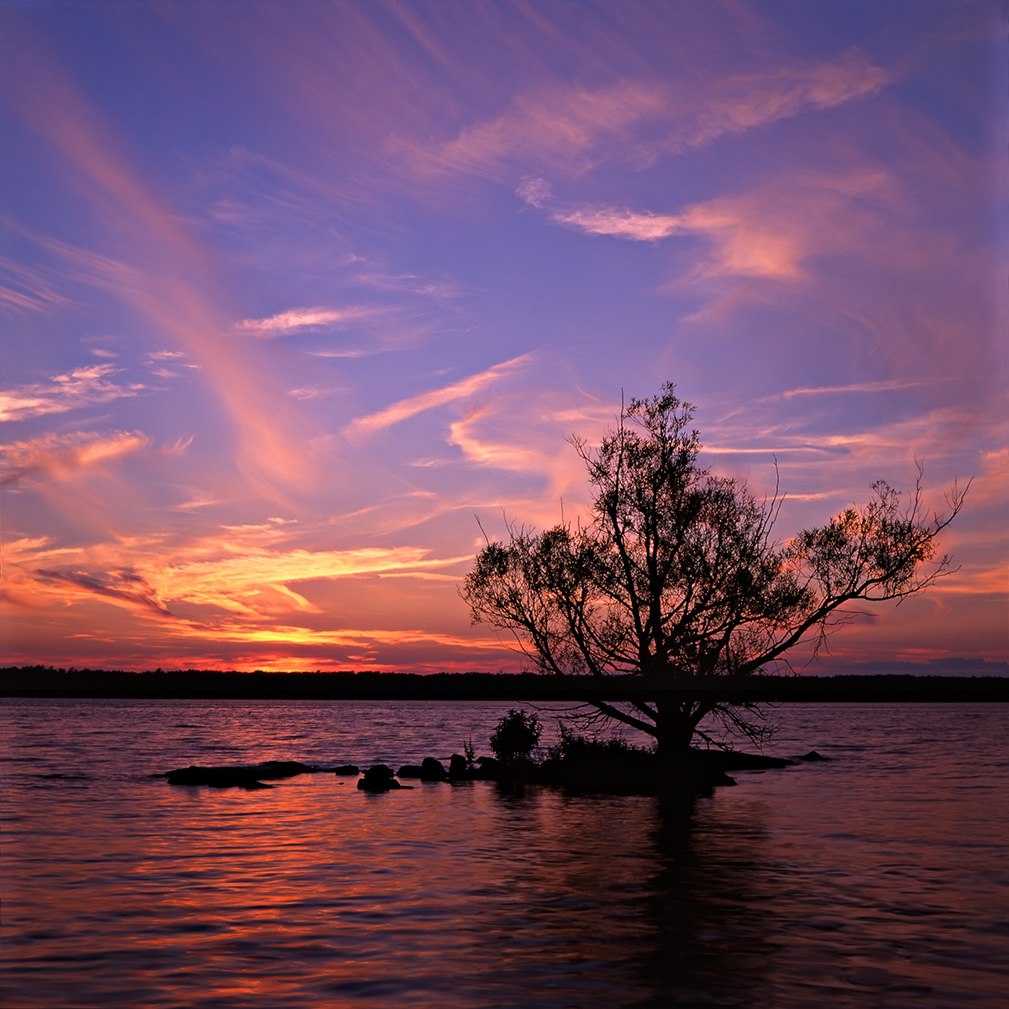
Fotografía tomada con Velvia.

Fujichrome Velvia es una película fotográfica diapositiva de la marca fujifilm muy apreciada por sus colores especialmente saturados.
Tras su aparición en 1990 desplazó rápidamente a la Kodachrome 25 como estándar de película de color de alta definición profesional al ser más luminosa, de mejores colores, grano más finoy  el doble de rápida. Según muchos fotógrafos Velvia marcó el fin de la era Kodachrome. Usada con buenas ópticas, su nivel de detalle es muy elevado.

## Cualidades
Velvia reproduce unos colores muy saturados en luz de día, alto contraste y una nitidez excepcional. Por estas características es la película preferida por muchos fotógrafos de naturaleza.
En fotografías macros de flores es capaz de reproducir a la perfección los tonos púrpuras, tonos que en la Kodachrome tendían al azul.
Sin embargo para otros fotógrafos los colores de Velvia son excesivos, especialmente para quienes no hacen fotografía de paisajes. Esta tendencia a sobresaturar es especialmente contraproducente en la fotografía de retratos en la que las pieles rosas o bronceados obtienen tonos rojizos.

## Velocidad
La Velvia original es una película de 50 ASA. Sin embargo muchos fotógrafos la ajustaban manualmente entre 32 y 40 ASA para sobreexponerla ligeramente (1/3 o 2/3 de pasos) para obtener una fotografía menos saturadas y con más detalle en las sombras.
En 2002 Fuji introduce la Velvia 100F para reemplazar la Velvia 50. La Velvia 100 es tan saturada como la 50 pero con algo menos de contraste. Esta nueva película de mayor velocidad tiene además un grano más fino (un valor RMS de 8) y usa las capas de corrección de color usadas en Provia 100F.

## Exposiciones largas
Un inconveniente con la Velvia 50 original es un desajuste en la ley de reprocidad mayor que en otras películas. Una exposición tan «breve» como 16 de segundos produce un tono bastante verdoso. Siempre que se dispare más de 4 segundos es recomendable la compensación con filtros azules y Fuji desaconseja disparos de más de 32 segundos.
Velvia 100F es mucho mejor en este aspecto. Un filtro compensador de color 2.5B (CC0025) es suficiente para corregir el cambio en la tonalidad una exposición de 8 minutos.

## Software
Existen filtros por software llamados Velvia para dar a una fotografía digital el aspecto de esta película de Fujifilm. Básicamente lo que hacen estos filtros es saturar los colores, ajustar contraste, etc.